# Córdoba (moneda de Nicaragua)
El córdoba nicaragüense es la unidad monetaria de curso legal en Nicaragua. Está dividida en 100 centavos y su código ISO 4217 es NIO. Su circulación es controlada por el Banco Central de Nicaragua. Es común denominarlo también «peso» de forma no oficial.

## Historia
El córdoba fue introducido el 25 de agosto de 1912, bajo la presidencia de Adolfo Díaz, cuando se promulga el Decreto Ley de Conversión Monetaria y se emite una moneda de 10 córdobas que contiene 1,672 g de oro. Esta nueva unidad monetaria reemplaza al peso moneda corriente a la tasa de cambio efectiva de 12½ pesos por córdoba.
Los Billetes del Tesoro fueron cambiados gradualmente por la nueva moneda que tenía un tipo de cambio de paridad de 5 córdobas por libra esterlina. El 13 de noviembre de 1931, el córdoba empezó a cotizarse a un tipo de paridad de 1,10 córdobas por dólar estadounidense. Luego de sucesivas devaluaciones, el córdoba empezó a cotizarse a un tipo de paridad estable de 7 córdobas por dólar estadounidense entre 1946 y abril de 1979.
El Banco Nacional de Nicaragua era una sociedad en la que participaban banqueros nicaragüenses y estadounidenses. Esto sirvió para que la paridad dólar estadounidense córdoba fuera de un dólar por córdoba hasta 1940 cuando Anastasio Somoza García lo devalúa a 10 córdobas por dólar.
El córdoba fue llamado así en conmemoración del segundo apellido del conquistador español, natural de Cabra, Capitán Francisco Hernández de Córdoba, fundador de las ciudades de Granada y de León.
El 14 de febrero de 1988 el gobierno del Frente Sandinista de Liberación Nacional realiza un cambio relámpago de la moneda retirando y cambiando en pocos días todo el circulante del país por nuevas monedas y billetes de nuevo córdoba (o formalmente llamado córdoba revaluado) con valor de 1.000 «antiguos» córdobas. Esta medida se toma en el contexto de la guerra civil que sufría el país y que había provocado una acelerada inflación, que se situaba en torno al 3333%. 
Tras ganar las elecciones presidenciales de febrero de 1990, la coalición UNO nombra presidente de Nicaragua a Violeta Barrios de Chamorro. El Banco Central de Nicaragua, que mantiene como presidente del mismo al sandinista Francisco Mayorga Balladares, pone en circulación el denominado «córdoba oro» dentro del Plan del Gobierno de Salvación Nacional dentro de la estabilización y ajuste estructural, que entró en vigor a partir de mayo de 1990. Esta emisión que tenía paridad igual al dólar estadounidense, pero manteniéndose como moneda oficial el Córdoba tal y como estaba aprobado en la constitución del país.
La introducción de la nueva moneda va acompañada por una campaña de confianza del público en cuando a su estabilidad. El córdoba oro circuló durante seis meses junto a los viejos córdobas. En cuestión de 4 meses circuló por Nicaragua el equivalente a 40 millones de dólares. La campaña fue exitosa ya que la ciudadanía aceptó el córdoba oro como moneda nacional válida.
El 3 de marzo de 1991, el gobierno de Chamorro lanzó un exitoso plan de estabilización monetaria que logró frenar la hiperdevaluación que venía azotando al país y finalmente logró la ansiada estabilidad de precios, cambiaria y monetaria, al igual que frenar la espiral recesiva que azotaba al país desde la década anterior. A partir de enero de 1993 el país pasó al sistema de minidevaluación, que actualmente, desde 2019 es del 3% anual. El primer nuevo facial añadido al actual cono monetario metálico, comprendido entre los 5 centavos y los 5 córdobas, fue el de 10 córdobas, la emisión de esta moneda se produjo por primera vez el 16 de junio de 2008.

## Monedas
| Denominación (C$) | Emisión actual klg | Metal                     | Forma    | Diámetro | Borde                | Diseño en el anverso                          | Diseño en el reverso              |
| ----------------- | ------------------ | ------------------------- | -------- | -------- | -------------------- | --------------------------------------------- | --------------------------------- |
| 5 Centavos        | 2002               | Acero revestido en Cobre  | Circular |          | Liso                 | Lema nacional, valor facial y año de emisión  | Escudo nacional y nombre del país |
| 10 Centavos       | 2002               | Acero revestido en Latón  | Circular |          | Liso                 | Lema nacional, valor facial y año de emisión. | Escudo nacional y nombre del país |
| 25 Centavos       | 2002               | Acero revestido en Latón  | Circular |          | Estriado discontinuo | Lema nacional, valor facial y año de emisión  | Escudo nacional y nombre del país |
| 50 Centavos       | 1997               | Acero revestido en Níquel | Circular |          | Estriado             | Lema nacional, valor facial y año de emisión  | Escudo nacional y nombre del país |
| 1 Córdoba         | 2007               | Acero revestido en Níquel | Circular |          | Estriado             | Lema nacional, valor facial y año de emisión  | Escudo nacional y nombre del país |
| 5 Córdobas        | 2013               | Acero revestido en Níquel | Circular |          | Estriado             | Lema nacional, valor facial y año de emisión  | Escudo nacional y nombre del país |

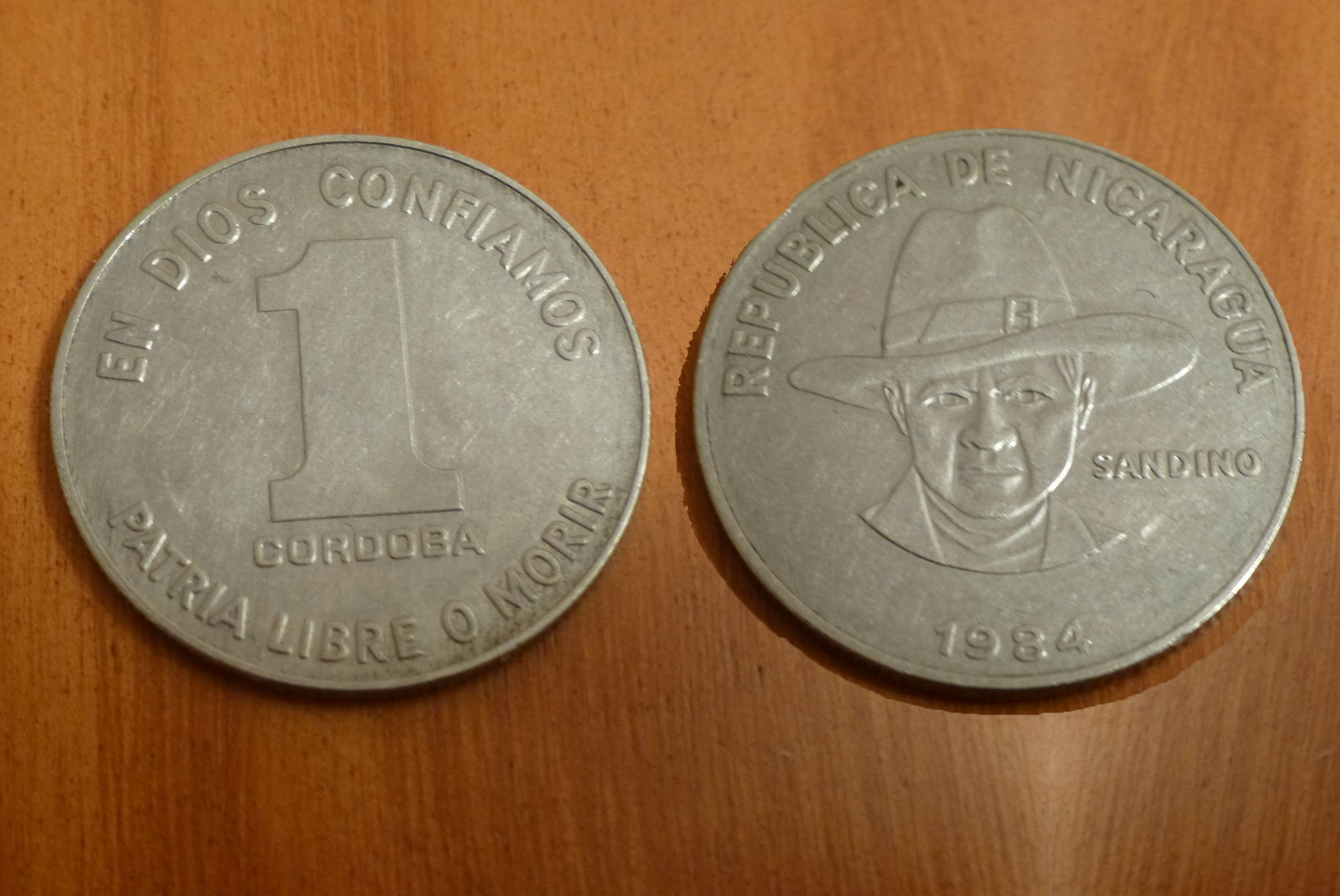
Un córdoba de 1984.
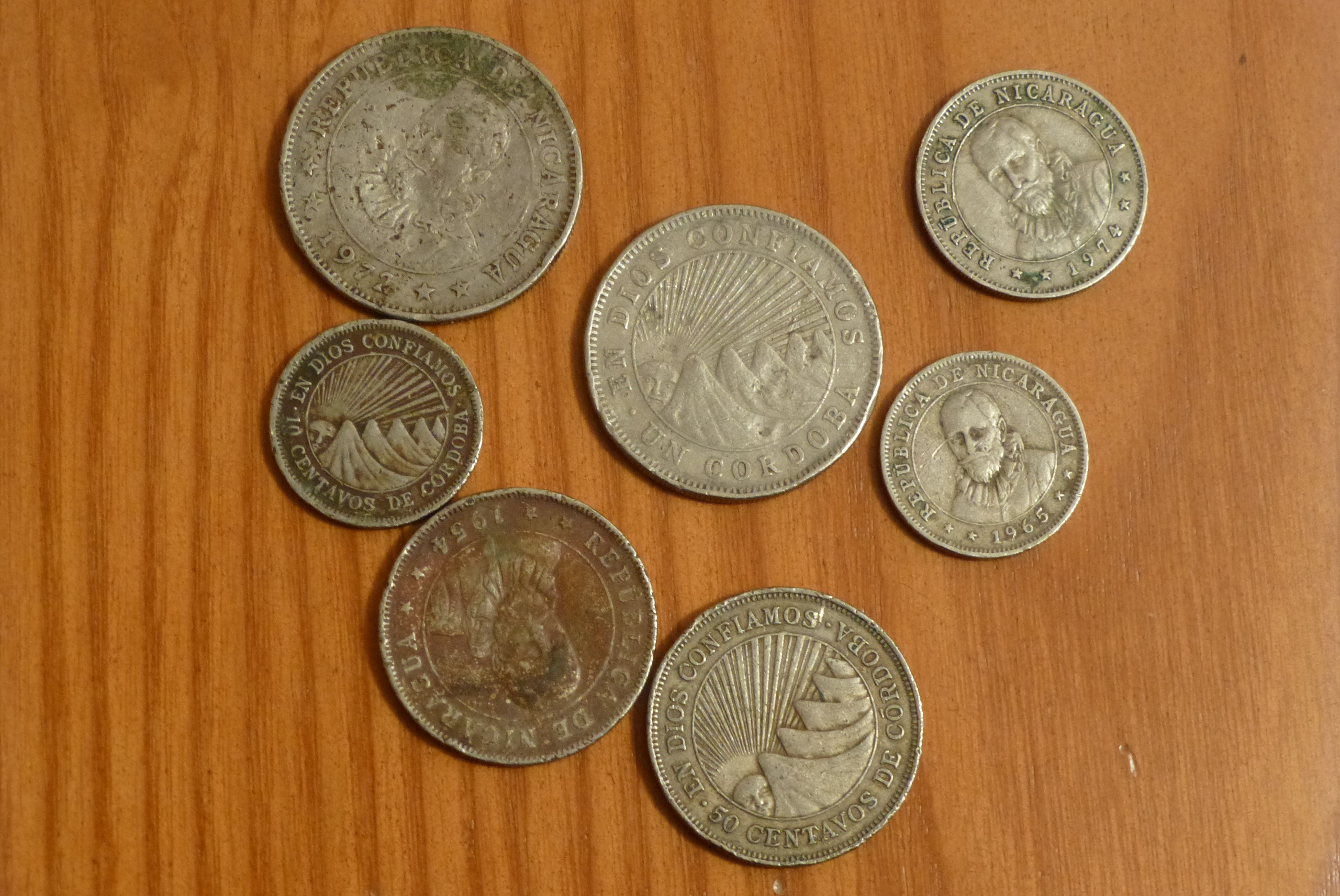
Córdobas anteriores a la Revolución Sandinista.
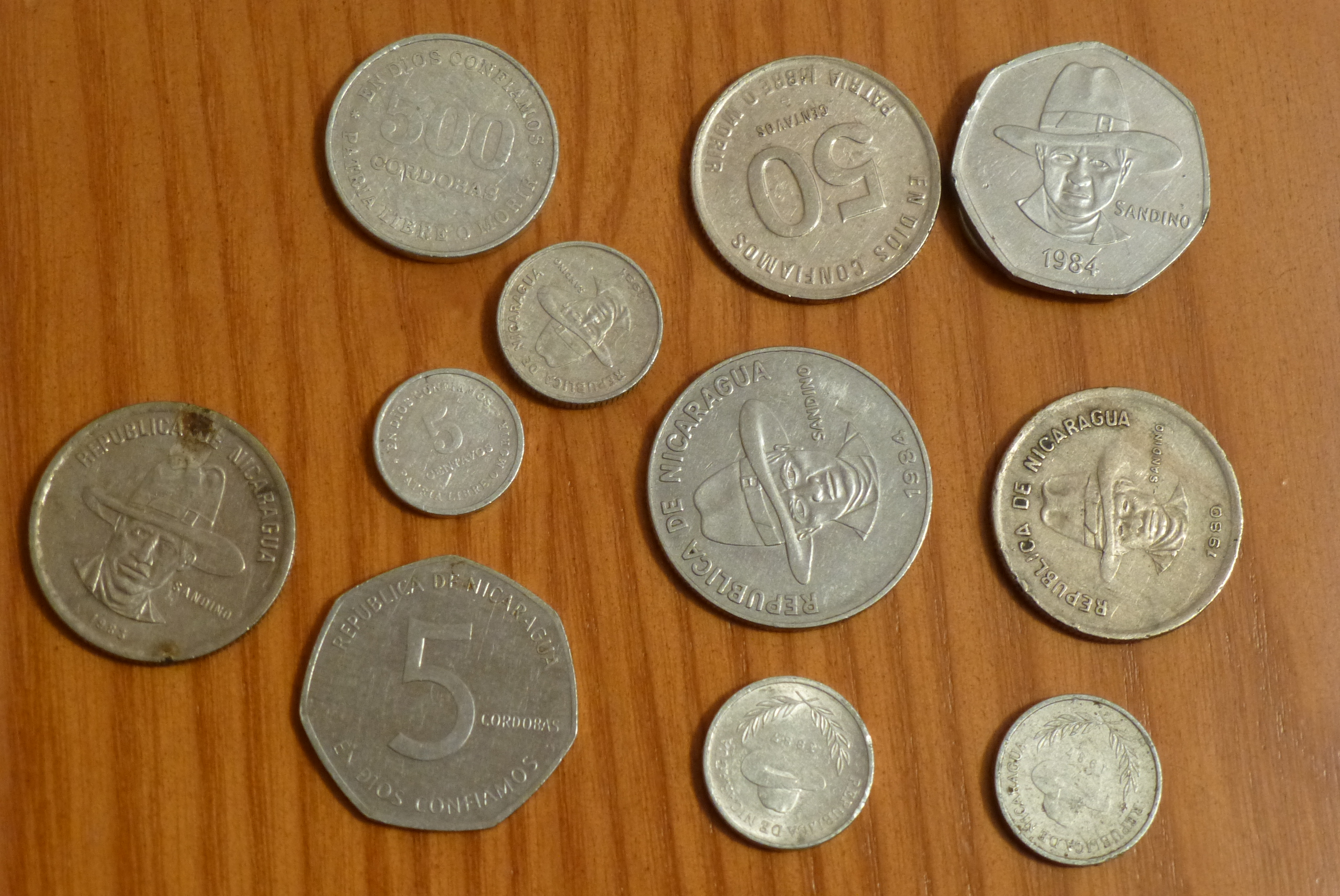
Córdobas del periodo de la Revolución Sandinista.

## Billetes

### Serie de 2007
| Anverso | Reverso | Valor        | Anverso                                                                 | Reverso                                                                  | Material             |
| ------- | ------- | ------------ | ----------------------------------------------------------------------- | ------------------------------------------------------------------------ | -------------------- |
|         |         | 10 Córdobas  | Castillo de la Inmaculada Concepción                                    | Hacienda San Jacinto, donde se realizó la heroica Batalla de San Jacinto | Sustrato de polímero |
|         |         | 20 Córdobas  | Costa Caribe Nicaragüense                                               | Palo de Mayo, baile tradicional de la Costa Caribe Nicaragüense          | Sustrato de polímero |
|         |         | 50 Córdobas  | 50 Aniversario del BCN, Antiguo edificio del Banco Central de Nicaragua | Cañón de Somoto                                                          | Sustrato de polímero |
|         |         | 50 Córdobas  | Cerámica Nacional                                                       | Cañón de Somoto                                                          | Sustrato de polímero |
|         |         | 100 Córdobas | Monumento a Rubén Darío en Managua                                      | Catedral de León. León, Nicaragua                                        | Sustrato de polímero |
|         |         | 200 Córdobas | Bailes Folclóricos, Toro Huaco                                          | Isla de Ometepe y pájaro Nacional, Guardabarranco                        | Sustrato de polímero |
|         |         | 500 Córdobas | Casa Natal de Augusto C. Sandino                                        | Estatuaria Indígena                                                      | Sustrato de polímero |

### Serie de 2015
| Anverso | Reverso | Valor         | Anverso                                                                                          | Reverso                                              | Material             |
| ------- | ------- | ------------- | ------------------------------------------------------------------------------------------------ | ---------------------------------------------------- | -------------------- |
|         |         | 5 Córdobas    | Edificio del Banco Central de Nicaragua                                                          | Paso a desnivel de Las Piedrecitas                   | Sustrato de polímero |
|         |         | 10 Córdobas   | Puerto Salvador Allende en el Lago de Managua                                                    | Baile de La Vaquita (fiestas patronales de Managua)  | Sustrato de polímero |
|         |         | 20 Córdobas   | Iglesia Morava en Laguna de Perlas                                                               | Festival Mayo Ya                                     | Sustrato de polímero |
|         |         | 50 Córdobas   | Mercado de Artesanías de Masaya                                                                  | Ballet Folclórico                                    | Sustrato de polímero |
|         |         | 100 Córdobas  | Catedral de Nuestra Señora de la Asunción (Granada)                                              | Coche de Caballos (típico de la ciudad de Granada)   | Sustrato de polímero |
|         |         | 200 Córdobas  | Teatro Nacional Rubén Darío                                                                      | Comedia bailete "El Güegüense"                       | Sustrato de polímero |
|         |         | 500 Córdobas  | Catedral de León (Nicaragua)                                                                     | Volcán Momotombo                                     | Sustrato de polímero |
|         |         | 1000 Córdobas | Imagen de Rubén Darío, una flor de margarita y un fragmento del poema "¡Pax...!" de Rubén Darío. | Paloma de la paz y otro verso del mismo poema "Pax". | Papel de algodón     |
|         |         | 1000 Córdobas | Hacienda San Jacinto.                                                                            | Castillo de la Inmaculada Concepción, Río San Juan.  | Sustrato de polímero |